# Châteauneuf-Miravail
Châteauneuf-Miravail è un comune francese di 76 abitanti situato nel dipartimento delle Alpi dell'Alta Provenza della regione della Provenza-Alpi-Costa Azzurra.
Si trova nella valle del fiume Jabron.
È formato da numerosi piccoli villaggi, alcuni disabitati, il maggiore dei quali è Lange.

## Società

### Evoluzione demografica
Abitanti censiti